# Milun Marović
Milun Marović (in serbo Милун Маровић?; Čačak, 15 settembre 1947 – Libia, 19 ottobre 2009) è stato un cestista jugoslavo.

## Palmarès
- YUBA liga: 1

Radnički Belgrado: 1972-73
- Coppa di Jugoslavia: 1

Radnički Belgrado: 1976